# Mbari Club
Pour les articles homonymes, voir Mbari.
Le Mbari Club est un centre d’activités culturelles composé d’écrivains, d’artistes et de musiciens africains, créé à Ibadan (Nigeria) en 1961 par Ulli Beier, avec la participation d’un groupe de jeunes écrivains, notamment Wole Soyinka et Chinua Achebe,. Le nom de Mbari est un concept en igbo suggéré par Achebe, inspiré par l'art Mbari,.
Parmi les autres membres de Mbari figuraient Christopher Okigbo (en), J. P. Clark (en), Es'kia Mphahlele, Frances Ademola, Demas Nwoko (en), Mabel Segun, Uche Okeke, Arthur Nortje (en) et Bruce Onobrakpeya.
Le Daily Telegraph, dans une notice nécrologique de Beier, a déclaré que « le club Mbari est devenu synonyme d'optimisme et d'exubérance créative de l'Afrique après l'indépendance. Fela Kuti a fait ses débuts en tant que chef de bande et est devenu un pôle d'attraction pour les artistes et les écrivains de toute l'Afrique, d'Amérique et des Caraïbes. » Selon les mots de Toyin Adepoju : « Venant de naître dans les fluctuations de la période de pré-indépendance et de post-indépendance immédiate au Nigeria, il a réuni une constellation d'artistes dont le travail incarne la qualité de transformation incarnée par l'esthétique de la création, la décadence, et la régénération évoquée par la tradition Mbari. »
Le Mbari Club est très lié au magazine littéraire Black Orpheus, fondé par Beier en 1957.
Il a également été éditeur dans les années 1960 — il est d'ailleurs considéré comme le seul éditeur de littérature africaine basé en Afrique à cette époque — produisant 17 titres rédigés par des écrivains africains, notamment les premières œuvres de Clark, Okigbo et Soyinka, des poèmes de Bakare Gbadamosi (en) (Okiri, 1961), Alex La Guma (A Walk in the Night and Other Stories, 1962), Dennis Brutus (Sirens, Knuckles, Boots, 1963), Kofi Awoonor et Lenrie Peters (en) ainsi que des traductions de la poésie francophone.

## Histoire
Fondé en 1961 par Ulli Beier et soutenu par un groupe divers d’écrivains, d’artistes visuels, de musiciens et d’acteurs, et actif tout au long des années 1960, le Mbari Club était situé à Ibadan, dans le Dugbe Market, sur le site d’un « vieux restaurant libanais transformé en salle de spectacle aérien, une galerie d'art, une bibliothèque et un bureau »,,.
Tout en célébrant la créativité du talent nigérian dans la nation nouvellement indépendante, le Mbari Club « était un environnement international, attirant des artistes de toute l'Afrique et au-delà ». Les premières du film Les Essais du frère Jero de Soyinka et le Chant de la chèvre de Clark ont été mises en scène au Mbari Club. Des artistes de renommée internationale ont également été invités à jouer ou à exposer leurs œuvres, notamment l'écrivain américain Langston Hughes, le peintre américain Jacob Lawrence et le musicien américain Pete Seeger. Le club a également initié des compétitions d'écriture.
Comme le rappelait Lindsay Barrett (en), secrétaire du Mbari Club de 1966 à 1967 : « Nous étions dans un contexte littéraire historique... lorsque la guerre civile [1967-1970] a éclaté et tout désintégré ».
Dennis Brutus a gagné le prix Mbari, attribué à un poète noir distingué, mais l'a refusé en raison de son exclusivité raciale,.

## Membres notables du Mbari Club
- Chinua Achebe
- Frances Ademola
- Lindsay Barrett (en)
- Georgina Beier (de)
- J. P. Clark (en)
- Es'kia Mphahlele
- Arthur Nortje (en)
- Demas Nwoko (en)
- Uche Okeke
- Christopher Okigbo (en)
- Bruce Onobrakpeya
- Muraina Oyelami (en)
- Ibrahim el-Salahi
- Mabel Segun
- Wole Soyinka

## Héritage

### Mbari Mbayo
En 1962, un club similaire basé sur les mêmes concepts, appelé Mbari Mbayo (le nom reflétant cette fois une phrase en yoruba signifiant : « Si je le voyais, je me réjouirais » ou « Quand nous le verrons, nous serons heureux »,) est créé à Osogbo, à environ 80 km au nord-est d'Ibadan, par le dramaturge Duro Ladipo (en), accompagné de Beier et Mphahlele.
Ladipo a converti la maison de son père en galerie d'art et en théâtre où il a produit ses pièces. Les artistes issus du club Mbari Mbayo à Oshogbo incluent Twins Seven Seven, Jimoh Buraimoh (en) et Muraina Oyelami (en),.

### Mbari-Enugu
Le club Mbari-Enugu de l'est du Nigeria a été créé en 1963 et, à l'instar du Mbari Mbayo, il était plus particulièrement une plate-forme pour la promotion de la sculpture, de la peinture et de la performance littéraire.

### Ibadan Literary Society
En juin 2016, la Ibadan Literary Society (Société littéraire d'Ibadan) est créée sur le modèle du club Mbari.

### Postérité
En décembre 2019, l'exposition The Mbari Clubs and Nigerian Modernism, qui présente les Mbari Clubs à Ibadan et Osogbo, est organisée au Barbican Centre de Londres.